# Luciola aphrogeneia
Luciola aphrogeneia là một loài bọ cánh cứng trong họ Đom đóm (Lampyridae). Loài này được Ballantyne & Buck miêu tả khoa học năm 1979.